# Feeling Minnesota
Feeling Minnesota es una película de 1996 protagonizada  Cameron Díaz, Keanu Reeves, Vincent D'Onofrio, Tuesday Weld y Courtney Love.

## Sinopsis
Un exconvicto y su torpe hermano pelean por la misma mujer.

## Elenco
- Cameron Diaz - Freddie Clayton
- Keanu Reeves - Jjaks Clayton
- Vincent D'Onofrio - Sam Clayton
- Delroy Lindo - Red
- Dan Aykroyd - Detective Ben Costikyan
- Courtney Love - Rhonda
- Tuesday Weld - Nora Clayton
- Aaron Michael Metchik - Joven Sam Clayton
- Michael Rispoli - Mánager de Motel
- Arabella Field - Esposa de Mánager
- John Carroll Lynch - Policía
- Max Perlich